# Jean Lescot
Pour les articles homonymes, voir Lescot.
Jean Lescot, de son vrai nom Jean Wajsbrot, est un acteur français, né le 30 août 1938 à Paris 12e et mort le 28 avril 2015,, à Paris 15e .

## Biographie
Il débute au théâtre, jouant sur la scène du Théâtre du Vieux-Colombier à vingt ans dans L'Anniversaire de John Whiting par Pierre Valde. Présent au théâtre public comme sur les scènes privées, il interprète notamment L'Eté de Romain Weingarten de Jean-François Adam au Théâtre de Poche en 1966, Dreyfus de Jean-Claude Grumberg en 1975 au théâtre de l'Odéon et La Mouette mise en scène par Christian Schiaretti en 2012, Dans la jungle des villes de Bertolt Brecht à Avignon, et Pop Corn de Ben Elton en 1998.
Au cinéma, il joue principalement les seconds rôles après sa première apparition dans La Femme spectacle de Claude Lelouch en 1964, tournant devant les caméras de Michel Deville, Costa-Gavras, Édouard Molinaro, Raoul Ruiz, Henri Verneuil, Alain Resnais, Richard Dembo, Philippe Harel.
Il a doublé en français de nombreux acteurs et personnages dont Yoda depuis Star Wars, épisode I : La Menace fantôme.
Il est le père des comédiens  David et Micha Lescot.
Il est inhumé au cimetière parisien de Bagneux (division 79).

## Théâtre
- 1958 : L'Anniversaire de John Whiting, mise en scène Pierre Valde, Théâtre du Vieux-Colombier
- 1961 : La Vie de Timon d'Athènes de William Shakespeare, mise en scène Gabriel Monnet, Comédie de Bourges, Théâtre Sarah-Bernhardt, Théâtre Montansier
- 1962 : Oscar de Claude Magnier, mise en scène Jacques Mauclair, Théâtre en Rond
- 1964 : La Vie imaginaire de l'éboueur Auguste Geai d'Armand Gatti, mise en scène Jacques Rosner, Théâtre de l'Odéon
- 1965 : Patte blanche de Roger Planchon, mise en scène Jacques Rosner, théâtre de la Cité Villeurbanne
- 1965 : Les Chiens de Tone Brulin, mise en scène Gabriel Garran, Théâtre de la Commune
- 1966 : Chant public devant deux chaises électriques d'Armand Gatti, mise en scène de l'auteur, TNP Théâtre de Chaillot
- 1966 : Témoignage irrecevable de John Osborne, mise en scène Claude Régy, Théâtre des Mathurins
- 1966 : L'Été de Romain Weingarten, mise en scène Jean-François Adam, Théâtre de Poche Montparnasse
- 1967 : Les Bouquinistes d'Antoine Tudal, mise en scène Claude Confortès, Théâtre Hébertot
- 1971 : Casimir et Caroline d'Ödön von Horváth, mise en scène Jean-Pierre Dougnac,Théâtre du Soleil
- 1971 : Henri VIII de William Shakespeare, mise en scène Gabriel Garran, Théâtre de la Commune
- 1972 : Dans la jungle des villes de Bertolt Brecht, mise en scène André Engel, Jean Jourdheuil et Jean-Pierre Vincent, Festival d'Avignon, Théâtre de Chaillot
- 1973 : Dans la jungle des villes de Bertolt Brecht, mise en scène André Engel, Jean Jourdheuil et Jean-Pierre Vincent, Théâtre de Nice
- 1974 : La Nuit des pleins pouvoirs de Jacques Téphany, mise en scène Pierre Meyrand, Festival d'Avignon Off
- 1974 : Dreyfus de Jean-Claude Grumberg, mise en scène Jacques Rosner, Théâtre de l'Odéon, Théâtre de Paris
- 1975 : La Mouette d'Anton Tchekhov, mise en scène Lucian Pintilie, Théâtre de la Ville
- 1984 : La Panne de Friedrich Dürrenmatt, mise en scène Oscar Essler, Carré Silvia Monfort
- 1985 : L'Indien sous Babylone de Jean-Claude Grumberg, mise en scène Marcel Bluwal, Théâtre La Bruyère
- 1987 : Entre passions et prairie de Denise Bonal, mise en scène Guy Rétoré, Théâtre de l'Est parisien
- 1988 : Douce Nuit de Harald Müller, mise en scène Alain Alexis Barsacq, théâtre de l'Atalante, Théâtre des Mathurins, Théâtre national de Strasbourg
- 1994 : Fausse Adresse de Luigi Lunari, mise en scène Pierre Santini, Théâtre La Bruyère
- 1997 : Oncle Vania d'Anton Tchekhov, mise en scène Patrice Kerbrat, Théâtre Hébertot
- 1998 : Popcorn de Ben Elton, mise en scène Stephan Meldegg, Théâtre La Bruyère
- 2004 : Brooklyn Boy de Donald Margulies, mise en scène Michel Fagadau, Comédie des Champs-Élysées
- 2010 : Eneas, Neuf, chroniques des temps de guerre, temps 2 de Frédéric Constant et Xavier Maurel, mise en scène Frédéric Constant, CADO Orléans, Théâtre Paris-Villette
- 2012 : La Mouette d'Anton Tchekhov, mise en scène Christian Benedetti, Théâtre de l'Athénée-Louis-Jouvet - Sorine

## Filmographie

### Cinéma
- 1964 : La Femme spectacle de Claude Lelouch : un soldat
- 1964 : L'Âge ingrat de Gilles Grangier : Guillaume
- 1965 : Qui êtes-vous, Polly Maggoo ? de William Klein
- 1966 : Bérénice de Pierre-Alain Jolivet : Antiochus
- 1967 : Les Gauloises bleues de Michel Cournot : un rabatteur
- 1968 : Paris n'existe pas de Robert Benayoun : Guy
- 1969 : L'Ours et la Poupée de Michel Deville
- 1970 : L'Aveu de Costa-Gavras : un policier
- 1971 : Les Yeux fermés de Joël Santoni
- 1972 : La Punition de Pierre-Alain Jolivet : L'ingénieur
- 1973 : Le Train de Pierre Granier-Deferre : René
- 1975 : Le Petit Marcel de Jacques Fansten : Le Dantec
- 1975 : F... comme Fairbanks de Maurice Dugowson : Jeannot, le régisseur
- 1975 : L'Affiche rouge de Frank Cassenti : Alexandre Jar
- 1976 : Le Pays bleu de Jean-Charles Tacchella : Théobald, le colporteur
- 1976 : Dracula père et fils d'Édouard Molinaro
- 1976 : Un éléphant ça trompe énormément d'Yves Robert : le patient inquiet
- 1976 : Guerres civiles en France, sketch "La semaine sanglante" de Joël Farges
- 1977 : Le Point de mire de Jean-Claude Tramont : Vannier, un reporter
- 1977 : La Vocation suspendue de Raoul Ruiz : Le père-maitre
- 1979 : I... comme Icare d'Henri Verneuil : Franck Bellony
- 1979 : Mon oncle d'Amérique d'Alain Resnais : le père de Janine
- 1980 : Les Uns et les Autres de Claude Lelouch
- 1983 : Au nom de tous les miens de Robert Enrico
- 1985 : Le Quatrième Pouvoir de Serge Leroy
- 1985 : Exit-exil de Luc Monheim
- 1986 : États d'âme de Jacques Fansten
- 1991 : Boulevard des hirondelles de Josée Yanne
- 1992 : L'Instinct de l'ange de Richard Dembo
- 1993 : La Petite Apocalypse de Costa-Gavras
- 1993 : L'Histoire du garçon qui voulait qu'on l'embrasse de Philippe Harel
- 1995 : Fast de Dante Desarthe
- 1996 : Dobermann de Jan Kounen
- 1999 : T'aime de Patrick Sébastien
- 2000 : 30 ans de Laurent Perrin
- 2004 : Les Fautes d'orthographe de Jean-Jacques Zilbermann
- 2005 : Voici venu le temps d'Alain Guiraudie
- 2008 : Faubourg 36 de Christophe Barratier
- 2009 : Simon Konianski de Micha Wald
- 2009 : La Folle Histoire d'amour de Simon Eskenazy de Jean-Jacques Zilbermann

### Court métrage
- 1963 : Paparazzi de Jacques Rozier : Narrateur
- 1968 : La Belle Cérébrale de Peter Foldes : Narrateur
- 1984 : Gare de la douleur de Henri Jouf
- 1988 : Le Fardeau de Guillaume Bréaud
- 1996 : Une visite de Philippe Harel
- 2001 : Ces jours heureux d'Olivier Nakache et Eric Toledano

### Télévision
- 1961 : Les Cinq Dernières Minutes, épisode Cherchez la femme de Claude Loursais
- 1962 : Les Cinq Dernières Minutes épisode 26 : La Mort d'un casseur de Guy Lessertisseur
- 1963 : La caméra explore le temps : L'Affaire Calas de Stellio Lorenzi
- 1964 : Woyzeck de Marcel Bluwal
- 1964 : Le Théâtre de la jeunesse : David Copperfield de Marcel Cravenne
- 1965 : Gaspard des montagnes d'après Henri Pourrat, réalisé par Jean-Pierre Decourt : Jeusselou
- 1966 : Les Compagnons de Jehu de Michel Drach
- 1967 : Les Cinq Dernières Minutes, épisode Voies de faits de Jean-Pierre Decourt
- 1967 : Le Fabuleux Grimoire de Nicolas Flamel, épisode de la série  Le Tribunal de l'impossible de Guy Lessertisseur : Colin
- 1968 : Délire à deux de Michel Mitrani
- 1969 : En votre âme et conscience, épisode : L'Affaire Lacoste de  René Lucot
- 1969 : Café du square de Louis Daquin
- 1970 : Reportage sur un squelette ou Masques et bergamasques (de José Bergamin), téléfilm de Michel Mitrani : Malvillos
- 1970 : L'Illusion comique de Corneille, réalisation Robert Maurice
- 1971 : L'homme d'Orlu réalisé par Jacques Krier : Elyande
- 1971 : François Gaillard : Madeleine de Jacques Ertaud
- 1972 : Les Cinq Dernières Minutes, épisode Chassé-croisé de Claude Loursais
- 1972 : Les Misérables de Marcel Bluwal : Laigle
- 1973 : On l'appelait Tamerlan de Jacques Trébouta
- 1974 : Entre toutes les femmes de Maurice Cazeneuve
- 1974 : Beau-François de Roger Kahane
- 1974 : Le Tribunal de l'impossible : Le Baquet de Frédéric-Antoine Mesmer de Michel Subiela
- 1974 : Le Droit aux étrennes de Jean Bertho
- 1974 : Le Pain noir : Le Tramway de la révolution de Serge Moati
- 1976 : Les Cinq Dernières Minutes, épisode Le fil conducteur de Claude Loursais : Jacques Faconnet
- 1977 : Les Cinq Dernières Minutes, épisode Le goût du pain de Claude Loursais : Robert Gauchard
- 1977 : Un juge, un flic de Denys de La Patellière, première saison (1977), épisode : Flambant neuf
- 1977 : Messieurs les jurés : L'Affaire Vilquier de Jacques Krier
- 1977 : Désiré Lafarge : Désiré Lafarge et ce cher Alfred de Jean-Pierre Gallo
- 1977 : Les Procès témoins de leur temps : Les fusils sont arrivés de Roger Kahane
- 1977 : Les Samedis de l'histoire : Henri IV de Paul Planchon
- 1978 : Mamma Rosa ou La farce du destin de Raoul Sangla
- 1978 : Brigade des mineurs : Une absence prolongée de Peter Kassovitz
- 1979 : Brigade des mineurs : Didier de Claire Jortner
- 1979 : Une fille seule de René Lucot
- 1979 : Les Héritiers : Silencio de Jean-Pierre Gallo
- 1979 : L'inspecteur mène l'enquête : La Nuit de Saint-Brice
- 1980 : Les Cinq Dernières Minutes : Un parfum d'Angélique de Jean-Yves Jeudi
- 1980 : Caméra une première (série télévisée) - saison 2 épisode 2 : Je dors comme un bébé de Jacques Fansten
- 1980 : Sam et Sally : de Joël Santoni, épisode : La malle : Livio
- 1980 : Comme le temps passe d'Alain Levent
- 1980 : Les Dossiers éclatés : Deux morts à la Toussaint d'Alain Boudet
- 1980 : Le Moustique de Maurice Frydland
- 1980 : Les Amours des années folles : Le Danseur mondain de Gérard Espinasse
- 1980 : La Faute de André Cayatte
- 1980 : Docteur Teyran de Jean Chapot
- 1980 : Papa Poule de Roger Kahane
- 1980 : Médecins de nuit de Peter Kassovitz, épisode : Un plat cuisiné (série télévisée)
- 1981 : Le Professeur jouait du saxophone, (Cinéma 16) de Bernard Dumont : Monsieur Delmotte
- 1981 : Livingstone de Jean Chapot
- 1982 : Caméra une première (série télévisée) - saison 4 épisode 1 :  La France de Joséphine de Peter Kassovitz
- 1982 : Deuil en vingt-quatre heures de Frank Cassenti
- 1982 : Après tout ce qu'on a fait pour toi de Jacques Fansten
- 1982 : Paris-Saint-Lazare de Marco Pico
- 1982 : Commissaire Moulin : Une promenade en forêt de Jacques Ertaud
- 1982 : Le Serin du major d'Alain Boudet
- 1982 : Jupiter 81 de Maurice Frydland
- 1982 : Clémentine de Roger Kahane
- 1983 : Croquignole de Jean Brard
- 1983 : Thérèse Humbert de Marcel Bluwal
- 1984 : L'Instit de Gérard Gozlan
- 1984 : Série noire : Sa majesté le flic de Jean-Pierre Decourt
- 1984 : Le Mystérieux Docteur Cornélius de Maurice Frydland
- 1985 : Au nom de tous les miens de Robert Enrico
- 1985 : Les Lendemains qui chantent de Jacques Fansten
- 1985 : L'Année terrible de Claude Santelli
- 1985 : La politique est un métier de Maurice Frydland
- 1985 : Le Regard dans le miroir de Jean Chapot
- 1986 : Julien Fontanes, magistrat : Les Nerfs en pelote de Jean-Pierre Decourt
- 1986 : À nous les beaux dimanches de Robert Mazoyer
- 1986 : Rendez-vous manqués de Patrick Meunier
- 1987 : Les Enquêtes du commissaire Maigret, épisode : Les Caves du Majestic tiré du roman de Simenon et réalisé par Maurice Frydland
- 1988 : Paysage d'un cerveau de Emilio Pacull
- 1989 : Les Cinq Dernières Minutes : La Mort aux truffes de Maurice Frydland
- 1990 : Navarro : Mauvaises Actions de Serge Leroy
- 1991 : Le Lyonnais : Morphée aux enfers de Claude Grinberg
- 1994 : La Colline aux mille enfants de Jean-Louis Lorenzi
- 1995 : Les Cinq Dernières Minutes : Les dessous des cartes de Jean-Louis Lorenzi
- 1996 : Anne Le Guen de Stéphane Kurc
- 1996 : Les Cinq Dernières Minutes : Mise en pièces de Jean-Marc Seban
- 1996 : Les Allumettes suédoises de Jacques Ertaud
- 1997 : L'Empire du taureau de Maurice Frydland
- 1997 : Docteur Sylvestre : Un esprit clairvoyant d'Igaal Niddam
- 1997 : Le Prix de l'espoir de Josée Yanne
- 1997 : Le Dernier Été de Claude Goretta
- 1998 : Pour mon fils de Michaëla Watteaux
- 1998 : De gré ou de force de Fabrice Cazeneuve
- 2000 : L'Enfant de la honte de Claudio Tonetti
- 2000 : Sauvetage : Portés disparus
- 2001 : Avocats et Associés : Bug plug d'Alexandre Pidoux
- 2001 : L'Ami Fritz de Jean-Louis Lorenzi
- 2008 : À droite toute de Marcel Bluwal
- 2010 : Les Fausses Innocences de André Chandelle
- 2012 : Un village français de Frédéric Krivine, Philippe Triboit et Emmanuel Daucé
- 2014 : Hero Corp

## Doublage

### Cinéma

#### Films
- David Bradley dans :
  - Harry Potter et le Prisonnier d'Azkaban (2004) : Argus Rusard
  - Harry Potter et la Coupe de Feu (2005) : Argus Rusard
  - Harry Potter et l'Ordre du Phénix (2007) : Argus Rusard
  - Harry Potter et le Prince de sang-mêlé (2009) : Argus Rusard
  - Harry Potter et les Reliques de la Mort, deuxième partie (2011) : Argus Rusard
- Ben Kingsley dans :
  - House of Sand and Fog (2003) : colonel Behrani
  - Slevin (2006) : Le Rabbin
  - You Kill Me (2007) : Frank Falenczyk
  - Hugo Cabret (2011) : Georges Méliès
- Dan Hedaya dans :
  - Clueless (1995) : Père de Cher
  - Usual Suspects (1995) : Jeff Rabin
  - Simples Secrets (1996) : Bob
- Armin Mueller-Stahl dans :
  - Shine (1996) : Peter Helfgott
  - The X Files, le film (1998) : Conrad Strughold
  - Jakob le menteur (1999) : Dr Kirschbaum
- Alan Arkin dans :
  - Bienvenue à Gattaca (1997) : l'inspecteur Hugo
  - Little Miss Sunshine (2006) : Le grand-père (1er doublage)
  - Échange standard (2011) : Mitch Planko Senior
- Frank Oz dans :
  - Star Wars, épisode I : La Menace fantôme (1999) : Yoda (voix)
  - Star Wars, épisode II : L'Attaque des clones (2002) : Yoda (voix)
  - Star Wars, épisode III : La Revanche des Sith (2005) : Yoda (voix)
- Eli Wallach dans :
  - Au nom d'Anna (2000) : Le Rabbin Ben Lewis
  - Faussaire (2006) : Noah Dietrich
  - Wall Street : L'argent ne dort jamais (2010) : Jules Steinhardt
- Seymour Cassel dans :
  - Dick Tracy (1990) : Sam Catchem
  - Deux en un (2003) : Morty O'Reilly
- Mel Brooks dans :
  - Sacré Robin des Bois (1993) : Rabbin Tuckman
  - Dracula, mort et heureux de l'être (1995) : Abraham Van Helsing
- Ben Stein dans :
  - The Mask (1994) : Dr. Arthur Neuman
  - Le Fils du Mask (2005) : Dr. Arthur Neuman
- Peter Boyle dans :
  - L'Amour à tout prix (1995) : Ox Callaghan
  - Scooby-Doo 2 : Les monstres se déchaînent (2004) : Wickles
- Alan Alda dans :
  - Mad City (1997) : Kevin Hollander
  - L'Objet de mon affection (1998) : Sidney Miller
- Valery Zolotoukhine dans :
  - Night Watch (2004) : Vampire, le père de Kostia
  - Day Watch (2008) : Vampire, le père de Kostia
- Per Oscarsson dans :
  - Millénium 2 : La Fille qui rêvait d'un bidon d'essence et d'une allumette (2009) : Holger Palmgren
  - Millénium 3 : La Reine dans le palais des courants d'air (2009) : Holger Palmgren

- 1973[5] : L'Exorciste : Le Lieutenant William "Bill" Kinderman (Lee J. Cobb)
- 1981 : S.O.B. : Willard (Craig Stevens)
- 1984 : Top secret ! : Du Quois (Harry Ditson)
- 1984 : Dune : Nefud (Jack Nance)
- 1985 : D.A.R.Y.L. : le copilote (Russ Wheeler) (1er doublage)
- 1987 : Le Dernier Empereur : Gouverneur (Ruocheng Ying)
- 1990 : Présumé innocent : Painless Kumagai (Sab Shimono)
- 1994 : Créatures célestes : Henry Hulme (Clive Merrison (en))
- 1994 : Un homme presque parfait : Clive Peoples Jr. (Josef Sommer)
- 1995 : Nixon : Henry Kissinger (Paul Sorvino)
- 1996 : Hamlet : Marcellus (Jack Lemmon)
- 1996 : Beauté volée : Ian Grayson (Donal McCann)
- 1996 : Les 101 Dalmatiens : Inspecteur de police (Michael Percival)
- 1997 : Le Cinquième Élément : Le Scientifique chef (George Khan)
- 1997 : L'Idéaliste : Delbert Birdsong (Sonny Shroyer)
- 1997 : U-Turn : Darrell (Billy Bob Thornton)
- 1997 : The Game : Samuel Sutherland (Peter Donat)
- 1998 : Meet the Deedles : Major Flower (M. C. Gainey)
- 1998 : Docteur Dolittle : docteur Sam Litvack (Steven Gilborn)
- 1998 : Deep Impact : Capitaine Spurgeon 'Fish' Tanner (Robert Duvall)
- 1998 : Couvre-feu : Le Sénateur Wright (Dakin Matthews)
- 1998 : Un élève doué : Isaac Weiskopf (Jan Triska)
- 1999 : Ghost Dog, la voie du samouraï : Louie (John Tormey)
- 2000 : La Légende de Bagger Vance : Delahunty (Michael McCarthy)
- 2001 : Intuitions : Gerald Weems (Michael Jeter)
- 2001 : L'Amour extra-large : Steve Shanahan (Joe Viterelli)
- 2001 : Lara Croft : Tomb Raider : M. Wilson (Leslie Phillips)
- 2001 : Le Tailleur de Panama : Oncle Benny (Harold Pinter)
- 2001 : Les Initiés : Marty Davis (Ron Rifkin)
- 2001 : 1943 l'ultime révolte : Dr. Janusz Korczak (Palle Granditsky)
- 2002 : Dérapages incontrôlés : le juge Cosell (Joe Grifasi)
- 2002 : Hollywood Ending : Al Hack (Mark Rydell)
- 2003 : Un nouveau Russe : Roudenko, animateur Info TV (Vladimir Prolov)
- 2004 : Bienvenue à Mooseport (Welcome to Mooseport) : Stu (John Rothman)
- 2004 : Peter Pan : Mouche (Richard Briers)
- 2004 : Troie : Triopas (Julian Glover)
- 2004 : Un Noël de folie ! : Walt Scheel (M. Emmett Walsh)
- 2004 : Criminal : M.. Ochoa (Zitto Kazann)
- 2005 : Serial noceurs : Rabin (Jules Mandel)
- 2005 : Charlie et la Chocolaterie : grand-père Georges (David Morris)
- 2005 : Aviator : professeur Fitz (Ian Holm)
- 2005 : Alexandre : Attalus (Nick Dunning)
- 2005 : Secrets de famille : M. Brown (James Booth)
- 2005 : L'Exorcisme d'Emily Rose : Docteur Graham Cartwright (Duncan Fraser)
- 2006 : La Rupture : Howard Meyers (Vernon Vaughn)
- 2007 : 7 h 58 ce samedi-là : William (Leonardo Cimino)
- 2008 : La Guerre selon Charlie Wilson : Zvi (Ken Stott)
- 2008 : Les Insurgés : Shimon Haretz (Allan Corduner)
- 2008 : Two Lovers : Reuben Kraditor (Moni Moshonov)
- 2009 : Dragonball Evolution : Son Gohan (Randall Duk Kim)
- 2009 : Victoria : Les Jeunes Années d'une reine : Roi Guillaume (Jim Broadbent)
- 2009 : Hyper Tension 2 : Poon Dong (David Carradine)
- 2009 : I Love You, Man : Mel Stein (Murray Gershenz)
- 2009 : X-Men Origins: Wolverine : Travis Hudson (Max Cullen)
- 2012 : Possédée : Adan (David Hovan)

#### Films d'animation
- 1992 : Tom et Jerry, le film  de Phil Roman : Droopy
- 1994[6] : Pompoko : Inugami Gyobu
- 1997 : Hercule de Ron Clements et John Musker : Amphitryon
- 2006 : Franklin et le Trésor du lac de Dominique Monféry : La vieille tortue
- 2008 : Star Wars: The Clone Wars de Dave Filoni : Yoda

### Télévision

#### Téléfilms
- 1983 : Le Pourpre et le Noir : Alfred West ( ? )
- 2006 : Mon enfant a disparu : Glen Park (Myron Natwick)

#### Séries télévisées
- 1983-1984 : Starsky et Hutch :
  - 1983 : A.C. Chambers (Liam Sullivan) (saison 2, épisode 9)
  - 1983 : Lennie Atkins (Sy Kramer) (saison 2, épisode 25)
  - 1984 : Coney (Anthony Charnota) (saison 1, épisode 4)
  - 1984 : Chuckles (Howard Honig) (saison 2, épisode 4)
- 1989 : Le Tour du monde en quatre-vingts jours : le conducteur du train ( ? )
- 1994 : Diagnostic : Meurtre : le pasteur ( ? )
- 1997 : Stargate SG-1 : Omoc (Tobin Bell)  (saison 1)
- 2001 : Buffy contre les vampires : Doc ( ? )
- 2004-2005 : Desperate Housewives : Morty Flickman (Bob Newhart)
- 2004-2008 : Boston Justice : Juge Clark Brown (Henry Gibson)
- 2011-2012 : Game of Thrones : Mestre Pycelle (Julian Glover) (1re voix, saisons 1 et 2)

#### Séries d'animation
- 2003-2005 : Star Wars: Clone Wars : Yoda
- 2008-2013 : Star Wars: The Clone Wars : Yoda
- 2014 : Star Wars Rebels : Yoda (1re voix)

### Jeux vidéo
- 2006 : Heroes of Might and Magic V : Lord Caldwell
- 2009 : Star Wars: The Clone Wars - Les Héros de la République : Yoda
- 2010 : Star Wars : Le Pouvoir de la Force II : Yoda
- 2013 : Disney Infinity : Yoda (1re voix)
- 2015 : The Witcher 3: Wild Hunt : Talar, Fritjof et voix additionnelles

## Distinctions
- 1995 : nomination au Molière du comédien dans un second rôle pour Fausse adresse